# Akhmat Kadírov
Akhmat Abdulkhamídovitx Kadírov (en rus: Ахмат Абдулхамидович Кадыров), (23 d'agost de 1951 - 9 de maig de 2004), va ser President de Txetxènia els anys 2003 i 2004, fins que va ser assassinat per rebels txetxens en un atemptat a Grozni. Membre d'una família txetxena víctima de les deportacions de Stalin, Akhmat Kadírov va néixer durant l'exili al Kazakhstan. Va poder tornar a Tsenteroi, localitat originària, l'any 1957. Amb la fi de la Unió Soviètica i l'inici de les hostilitats russo-txetxenes, Kadírov es convertí en cabdill militar i religiós, defensant posicions independentistes. Posteriorment, va optar per donar suport al govern federal i es convertí en aliat de Vladímir Putin a Txetxènia, i va ser elegit president el 5 d'octubre de 2003 després d'unes eleccions no reconegudes per l'OSCE. L'espectacular atemptat
que li va costar la vida el 9 de maig de 2004, succeí a l'estadi de Grozni, en una desfilada militar que commemorava la fi de la Segona Guerra Mundial. Una mina terrestre col·locada sota la tribuna que presidia va matar-lo a ell, dos dels seus guardaespatlles, el president del Consell d'Estat Txetxè, un nen i un periodista de Reuters. Entre els més de 56 ferits hi hagué Valeri Baranov, comandant de les forces russes a Txetxènia. Després de la seva mort, va ser nomenat president Serguei Abràmov. Un dels seus quatre fills, Ramzan Kadírov, fou nomenat President de Txetxènia l'any 2007.